# ARA Almirante Brown (1880)
«Альмиранте Браун» (исп. ARA Almirante Brown — адмирал Браун) — аргентинский броненосец казематного типа. Построен в единственном экземпляре в соответствии с программой увеличения флота 1875 года. Назван в честь адмирала Уильяма Брауна — аргентинского военного деятеля ирландского происхождения.

## История строительства и службы
С середины XIX века между Аргентиной и Чили постоянно возникали противоречия по поводу принадлежности неосвоенных земель Патагонии. В этих условиях оба латиноамериканских государства начали долгую и принципиальную военно-морскую гонку (1887—1902 годы), позднее переросшую в более масштабную дредноутную гонку. В ответ на качественное и количественное увеличение чилийского флота Аргентина заказала в Англии постройку собственного броненосца, который мог бы усилить её флот, в состав которого входили мониторы «Лос-Андес» и «Эль-Плата». Стоимость корабля составила 190 000 фунтов стерлингов.
В 1892 году броненосец совместно с крейсером «Вейнтисинко де Майо» представлял Аргентину в Испании во время празднования 400-й годовщины открытия Америки Христофором Колумбом. В 1894 году «Альмиранте Браун» году прошёл частичную модернизацию. В 1897—1898 году была произведена ещё одна модернизация, в ходе которой тяжёлая артиллерия была заменена на скорострельные пушки Канэ (фр. Canet) калибром от 120 до 152 миллиметров, а также малокалиберными орудиями.

## Завершение службы
К 1914 году «Альмиранте Браун» был практически небоеспособным и использовался в качестве учебно-артиллерийского судна. В 1930 году корабль был продан и 1932 году разобран на металлолом.